# Käthe Krombach
Käthe Krombach (* 18. August 1899 in Stuhm (Westpreußen); † 7. Oktober 1985 in Haifa) war eine deutsch-israelische Kinderärztin, später Allgemeinmedizinerin.

## Leben und Wirken
Käthe Krombach wurde Ende des 19. Jahrhunderts in Stuhm (Westpreußen) geboren und wuchs dort bei ihren Eltern Julius Krombach und Nanny Krombach zusammen mit ihrer älteren Schwester Hedwig und ihrem jüngeren Bruder Hans auf. Die Familie war jüdischen Glaubens.
In Stuhm besuchte Krombach zunächst eine Privatschule und wechselte später auf die Viktoriaschule in Danzig, einem Reformrealgymnasium, das auf das Abitur vorbereitete. Im Frühjahr 1918 bestand sie ihr Abitur. Im Sommer desselben Jahres nahm sie das Medizinstudium an der Universität Heidelberg auf, wechselte aber schon nach einem Semester nach Königsberg an die Albertus-Universität. Dort bestand sie 1920  ihr Physikum bei Johannes Sobotta. Nach einem zweisemestrigen Aufenthalt an der Universität Breslau kam sie nach Königsberg zurück, wo sie 1923 ihr Staatsexamen ablegte.
Ihr Praktisches Jahr startete Krombach im September 1923 an der Hals-Nasen-Ohrenklinik der Universität Königsberg bei Paul Stenger. Dort schrieb sie als seine Assistenzärztin ihre Dissertationsschrift mit dem Titel: Die Gefahren der unbeabsichtigten Sinusverletzung und Sinusfreilegung bei Antrumoperationen und Radikaloperationen des Ohres an Hand des Materials der Universitätsklinik Königsberg vom Jahre 1919–1923, die sie im Frühjahr 1924 vorlegte. Ihre Approbation erhielt sie Ende des Jahres 1924, ihre Promotionsurkunde allerdings erst 1928.
Für ein halbes Jahr arbeitete Krombach 1924/1925 an der Königsberger Universitätskinderklinik bei Hugo Falkenheim. Danach zog sie nach Berlin und spezialisierte sich endgültig auf die Pädiatrie. Ihre Stationen waren das Waisenhaus und das Kinderasyl der Stadt Berlin, damals unter der Leitung von Ludwig Ferdinand Meyer, das Städtische Säuglings- und Mütterheim Neukölln, damals unter der Leitung von Arnold Orgler sowie das Kaiser- und Kaiserin-Friedrich-Kinderkrankenhaus unter dem damaligen Leiter Heinrich Finkelstein. Schließlich ließ sie sich als Kinderärztin in Nowawes bei Potsdam nieder, heute ein Stadtteil von Babelsberg. Bei der Stadt Berlin war sie aber nebenberuflich weiterhin als Ärztin in der Säuglings-, Kleinkind- und Schulfürsorge angestellt. Nach der Machtergreifung der Nationalsozialisten im Frühjahr 1933 verlor sie als Jüdin ihre Anstellung als Ärztin bei der Stadt Berlin.
Noch im selben Jahr emigrierte Krombach nach Palästina. Dort heiratete sie Walter Bachrach und das Paar bekam 1936 den Sohn Daniel. Die Familie lebte zunächst in einem Kibbuz in der Nähe von Haifa. Um als Ärztin wieder arbeiten zu können, zog die Familie nach Kirjat Bialik, nordöstlich von Haifa gelegen. Dort hatte Krombach eine eigene Praxis und kümmerte sich als Allgemeinmedizinerin um Patienten aus allen Altersgruppen. Zu ihren jüngsten Patienten zählten Jungen und Mädchen aus dem in Berlin gegründeten jüdischen Kinderheim Beit Ahawah. Ab 1948 verwandte sie den Namen Krombach-Bachrach.
Ihre letzten Lebensjahre verbrachte Käthe Krombach-Bachrach in einem Altersheim in Haifa.

## Stolperstein Nanny Krombach
- Nanny Krombach, die Mutter von Käthe Krombach, wurde 1942 nach Theresienstadt deportiert und später in Treblinka ermordet. An sie erinnert heute in Berlin-Wilmersdorf vor dem Haus in der Pariser Straße 11 ein Stolperstein.[2]

## Schriften
- Käthe Krombach: Die Gefahren der unbeabsichtigten Sinusverletzung und Sinusfreilegung bei Antrumoperationen und Radikaloperationen des Ohres : An der Hand d. Materials d. Univ.-Ohrenkl. zu Königsberg v. Jahre 1919–1923. Universitätsklinik zu Königsberg i. Pr., 1924